# 遊戲王ARC-V角色列表
遊戲王ARC-V角色列表是日本動畫及漫畫《遊戲王ARC-V》中登場的人物一覽。

## 男主角及與其相同相貌者
動畫與漫畫設定差異：
動畫裡的四人是札克分裂出來的四個分身；漫畫裡的四人則是親兄弟。
榊遊矢（Yūya Sakaki）
聲：小野賢章、志田有彩（年幼時）（日本）；何志威、陶敏嫻（年幼時，24集以前）（臺灣）；鄧肇基（香港）
本作主角。14歲，中學二年級學生。初期為鐘擺召喚使用者，之後學會融合、超量、同步等召喚方式。身材嬌小但善用強韌身體彈性作為武器並在遊勝塾磨練「動作決鬥」的實力。夢想是成為跟父親一樣帶給人們笑容的「娛樂決鬥者」。胸前掛墜為父親給予的護身符。個性活潑、開朗；前期傷心時會戴上護目鏡，不想讓他人看到自己怯弱的樣子，父親榊遊勝說過想哭的時候就笑，每當難過至極總會回憶起父親並破涕為笑，口頭禪為好戏才正要开始呢！
使用牌組：娛樂夥伴（EM）、魔術師、異色眼
王牌怪獸(動畫)：
- 異色眼龍
- 異色眼鐘擺龍(鐘擺)
- 霸王黑龍-異色眼叛逆龍、霸王烈龍-異色眼狂爆龍(鐘擺超量)、霸王白龍-異色眼翼龍、霸王紫龍-異色眼劇毒龍
- 覺醒的魔導劍士、涅槃的超魔導劍士(鐘擺同步)

漫畫中人稱「幻影」，是來自未來的人，神出鬼沒、傳說中的娛樂決鬥者。鐘擺使用者。使用「娛樂夥伴」、「異色眼」系列的牌組。王牌是「異色眼幻影龍」。和動畫版不同，使用的「娛樂夥伴」皆為俊男美女型。本身的個性相較於動畫還要更加輕浮、爽朗，有自信。和動畫一樣很在乎他人和朋友，且絕不饒恕會傷害自己身旁的朋友的人。喜歡用自己的娛樂決鬥讓他人感到快樂。
除自己以外還存有三個人格:遊斗、遊吾，和遊里(實為親兄弟)。彼此能互換身體和牌組(互換時不止容貌，連衣服也會變動，但遊矢的學校披風維持不變；若是在記憶世界裡，人格原本的衣著是不變的)，也能進行心靈對話(旁人看來像是在自言自語)，但本身不清楚自己為何會有這些人格的存在，更透漏自己的記憶其實有點零碎(實為遊吾和遊里造成)。
有相當驚人的駭客技術和靈活體力，能輕鬆駭入系統和偽造身分證。因入侵「獅子娛樂集團」的質量系統而被赤馬零兒追捕。被零兒稱為是和他一樣存在在這個世界裡的「原型」，同時也是掌握未来的「命運因子」。擁有自由操縱立體影像的能力，並經常使用這項能力變出小道具(紙飛機、雨傘等)來進行移動。根據素良的情報，他經常在暗中利用立體影像質量系统救助受害者。
漫畫第34回揭露他和遊斗、遊吾、遊里為親兄弟，但除自己以外，其他三人皆在自己本來身處的未來時代過世。
王牌怪獸(漫畫)：
- 異色眼幻影龍
- 異色眼幻魅龍

遊斗（Ute）
聲：高木万平（日本）；陳幼文（臺灣）；張振熙（香港）
超量使用者。個性冷靜、心地善良，不想傷害任何人的少年。進行站立式決鬥時會產生動作決鬥般的實體衝擊。同伴瑠璃被敵人囚禁。過去曾經與黑咲隼在破滅的城市活動，領導身上綁有紅巾的反抗軍。在舞網市與遊吾的決鬥中戰敗後進入遊矢的體內。
使用牌組：幻影騎士團
王牌怪獸(動畫)：
- 黑暗叛逆超量龍(☆4)
- 黑暗鎮魂超量龍(☆5)

漫畫裡是遊矢的四個人格之一，也是目前待在遊矢身邊最久的一位。 超量、鐘擺使用者 。使用和動畫一樣的「幻影騎士團」牌組，王牌怪獸為「黑暗叛逆超量龍」。個性和動畫一樣沉著冷靜，但是被稱讚後會顯露出一點高興、得意的樣子，反被遊矢吐槽。
和遊矢的其他人格之間可以互換身體和牌組，也可以心靈溝通。對於遊矢有他們這些人格存在的原因似乎知道些什麼，但有意不讓遊矢想起來。因某種原因，負責待在遊矢的身邊掩護遊吾和遊里在記憶世界的秘密任務。總是在遊矢進行決鬥時負責提醒他該注意的事，像是使用陷阱卡或怪獸效果等。平時也是由他阻止遊吾和遊里的吵架，但被遊吾嫌像個大哥哥一樣。
漫畫第34回揭露他和遊矢、遊吾、遊里為親兄弟，但除遊矢以外，其他三人皆在自己身處的未來過世。
王牌怪獸(漫畫)：
- 黑暗叛逆超量龍(☆4)
- 黑暗叛逆幻日龍 (☆7) (鐘擺超量)

遊里（Joeri）
聲：小野賢章（日本）；陶敏嫻（臺灣）；鄧肇基（香港）
上级、融合使用者，吸收遊吾後學會同步召喚。不歸屬決鬥學院，會幫忙教授抓人純粹只是因為好玩，似乎有著未知的黑暗面。受教授指示要帶回柊柚子而前往標準次元。冷酷無情，只要被認定會妨礙到他的人，不論敵友一律消除掉。於融合次元擊敗遊吾後將其吸入體內。最後敗給被扎克控制身心的遊矢，促成扎克的復活。
使用牌組：捕食植物、古代機械
王牌怪獸(動畫)：
- 飢餓劇毒融合龍
- 古代機械究極巨人
- 貪婪劇毒融合龍

漫畫裡是遊矢的四個人格之一。 融合、鐘擺使用者 。使用和動畫一樣的「捕食植物」牌組，王牌怪獸為「飢餓劇毒仇敵龍」。第七話透露出他目前和遊吾一起在遊矢的記憶世界裡騎著D輪行動。似乎有某種目的的在尋找屬於自己的記憶碎片並銷毀。曾詢問遊吾是否有要讓遊矢想起他們的意圖。確定遊吾沒有那個打算後感到放心，並透露出他們三人都不希望遊矢想起有關他們的事。一度擔心自己和遊吾許久沒回去會被遊矢懷疑，但被遊吾說服遊斗會掩護他們。相較於動畫裡冷血、愛玩弄人的個性，漫畫裡是外冷內熱型，而且不輕易放過使用卑鄙策略的小人。
漫畫第34回揭露他和遊矢、遊斗、遊吾為親兄弟，但除遊矢以外，其他三人皆在自己身處的未來時代過世。
王牌怪獸(漫畫)：
- 捕食植物-嵌合體大花草(融合)
- 飢餓劇毒仇敵龍(鐘擺融合)

遊吾（Hugo,Hyugo）
聲：高木心平（日本）；馬伯強（臺灣）；竺諺鴻（香港）
同步使用者。身穿白色疾馳服、駕駛「D輪」並操縱著白色之龍「澄淨翼同步龍」。出身於貧民區，從小跟青梅竹馬小凜嚮往同為孤兒院出身的傑克，為了參加比賽兩人一同組裝D輪、訓練實力。性格心直口快，但自覺犯錯會立即道歉。平時給人一種愛玩的感覺，但相當清楚自己的目標為何。於融合次元敗給遊里並被吸入體內。
使用牌組：疾行機人（SR）
王牌怪獸(動畫)：
- 澄淨翼同步龍
- 水晶翼同步龍

漫畫裡是遊矢的四個人格之一。同步、鐘擺使用者。四人格當中唯一的騎乘決鬥者，也是目前唯一有提到過去背景的人格。使用和動畫一樣的「速度機械」牌組。王牌怪獸為「澄淨翼疾速龍」。
和蓮的對話裡提到他過去是「城市冠軍」的新手。駕駛的D輪為稀有名車「TK2000PS」。漫畫第12回有出現小時候的遊吾參加騎乘決鬥的畫面，當時他和小時候的遊矢是分開的個體且已經認識很久了。
對自己的騎乘技術相當有自信，很討厭被別人超越，一旦被別人超越就會失去理智。相當關心遊矢等人，但常會和被他關心的人吵架，而每次都是由遊斗負責勸架，因此很討厭遊斗老是像個大哥哥一樣使喚他們。
漫畫第23回證實他是蓮的祖先，在身處的時代是知名的騎乘決鬥者。
漫畫第34回揭露他和遊矢、遊斗、遊里為親兄弟，但除遊矢以外，其他三人皆在自己身處的未來時代過世。
王牌怪獸(漫畫)：
- 澄淨翼疾速龍 (鐘擺同步)

札克（Zarc）
聲：小野賢章
統一世界的決鬥者，似乎擁有聽見決鬥怪獸的心聲能力，擁有代表四種召喚方式最頂尖的龍族怪獸。使用結合了融合、超量、同步、鐘擺召喚的統合召喚。
原為默默無名的決鬥者，但因實力強大而受到觀眾歡迎，一次地意外誤傷與他進行決鬥的決鬥者，卻反而更受到觀眾的歡迎。因觀眾的慫恿下，他的決鬥行為逐漸越往暴力發展，渴望著決鬥的慾望逐漸無法滿足，直到他登上決鬥者的頂點一切爆發。為了滿足自身內心的強烈慾望，於是選擇與自己的四隻龍族怪獸合體，因此成為了毀滅統一世界的惡魔「霸王龍札克」。將要毀滅統一世界前，被零伊使用的四張自然力量的魔法卡阻止，導致了四個次元的分裂，自己被分裂成遊矢、遊斗、遊吾和遊里。另外在遊矢四人感到憤怒或者彼此的龍共鳴之時，則會取代他們的意識進行決鬥。在遊勝的推斷下，認為轉生成遊矢的目的就是為了讓遊勝重新地教導他決鬥技巧，然後能再次地變回那個登上決鬥者頂點的自己。
王牌怪獸：
- 霸王龍札克

## 女主角及與其相同相貌者
動畫與漫畫設定差異：
動畫裡的四人是零伊分裂出來的四個分身；漫畫裡只有柚子存在。
柊柚子（Yuzu Hiragi）
聲：稻村優奈（日本）；詹雅菁（臺灣）；何凱怡（香港）
融合、鐘擺使用者。14歲，以訓斥來激勵青梅竹馬遊矢、性格強而有力的女孩子。在遊勝塾中跟著遊矢一起學習動作決鬥。對身旁不正經的夥伴會給予「紙扇吐槽」。持有的牌組和手鐲代表「花鳥風月」裡的「花」。
使用牌組：幻奏
王牌怪獸：幻奏音姬奇才莫扎特、幻奏華歌聖鮮花迪瓦、幻奏華歌聖鮮花普莉瑪
漫畫裡是修造塾的繼承人，和動畫一樣會對身旁不正經的老爸給予「紙扇吐槽」，但不像動畫一樣有決鬥紀錄跟認識榊遊矢，動畫裡的手環也不見了，個性如動畫一樣認真，但比動畫裡來的活潑，曾一度迷戀上遊矢召喚出來的帥哥型娛樂夥伴。因修造塾招收不到學生，目前正為錢的事情煩惱，聽聞有關「幻影」- 榊遊矢的傳說而希望用時薪500元的金額招募他來當講師，在榊遊矢對澤渡的戰鬥裡替遊矢加油，並以簽名為障眼法讓遊矢簽下願意當講師的契約書，更自行當起了遊矢的經理人，真實身份是遊斗、遊吾、遊里、遊矢的母親。
瑟蕾娜/塞瑞娜（Serena）
聲：稻村優奈（日本）；陶敏嫻（臺灣）；何凱怡（香港）
融合、鐘擺使用者。看似強硬且態度蠻橫，實際上只被決鬥學院教導了戰鬥的技術，其他社會常識等一律缺乏，本質上是非常認真的性格。知曉自己有股力量想盡早發揮，然而一直受到教授（赤馬零王）阻止，由於被教授長期幽閉在決鬥學院中並限制行動，除了比較高層的人員，多數決鬥學院的學生並不知道瑟蕾娜的存在。持有的牌組和手鐲代表「花鳥風月」裡的「月」。
使用牌組：月光
王牌怪獸： 月光舞貓姬、月光舞豹姬、月光舞獅子姬
凜（Rin）
聲：布萊德庫特·莎拉·惠美（日本）；詹雅菁（臺灣）；顧詠雪（香港）
同步、融合使用者。出生於貧民區。被遊吾稱作是遊吾最重要的人，遊吾的青梅竹馬，兩人待在同個孤兒院。時常陪伴遊吾練習決鬥實力，協助組裝D輪。遊吾若有偏差行為會立即指責，被柚子形容猶如是遊吾母親。持有的牌組和手鐲代表「花鳥風月」裡的「風」。
與瑠璃一樣，被遊里強行帶到決鬥學院。
透過丹尼斯的口中得知被教授（赤馬零王）囚禁在學院的東之塔頂。
在遊吾打倒東塔的守護者-阿波羅之後獲得拯救，與遊吾再次相逢，但實際上與瑠璃兩人都已遭到學院控制，並且向遊吾提出決鬥。
先後使出同步和融合召喚，更在過程中將他和遊吾一起做出的D輪摧毀，最後擊倒遊吾，揚長而去。之後出現在博士身旁。在博士利用監牢將遊矢困住後，跟隨博士離去。
因為博士被卡片化而解除洗腦，但已經和柚子等人一起被博士關在零王的裝置裡，並得知了自己和柚子等人為零伊分裂後的人格。
使用牌組：風魔女（ウィンド・ウィッチ）
王牌怪獸：風魔女-冬鈴、風魔女-水晶鈴
黑咲瑠璃（Ruri Kurosaki）
聲：逢澤凛（日本）；鄧潔麗（香港）
超量、融合使用者。黑咲隼的妹妹，被隼與遊斗聲稱受到融合次元囚禁、與柚子外貌相似的少女，在丹尼斯潛入心之地偽裝成街頭藝人表演時被丹尼斯發現，之後被遊里追殺，決鬥後不敵被擄走。相信決鬥是為大家帶來快樂的東西。持有的牌組和手鐲代表「花鳥風月」裡的「鳥」。
使用牌組：抒情歌鴝（リリカル・ルスキニア）
王牌怪獸：抒情歌鴝-群集夜鶯、抒情歌鴝-獨立夜鶯
零伊（Ray）
聲：淵上舞（日本）；何凱怡（香港）
統一世界的決鬥者。赤馬零王在統一世界的女兒。
為了阻止札克毀滅世界，又不希望自己的父親犧牲，決定自己使用零王製造的四張自然力量魔法卡來阻止札克。
最後成功阻止札克，卻讓整個統一世界分裂成現存的四個次元，自己則是分裂成柚子、瑟蕾娜、凜和瑠璃。
隨著Arc-V的啟動和柚子等人的消失，有部分意識附著到零羅身上。

## 槍兵
赤馬零兒（Reiji Akaba）
聲：細谷佳正（日本）；李世揚（臺灣） ; 羅偉傑 （香港）
融合、同步、超量及鐘擺使用者。赤馬零王的私生子。16歲，舞網市大企業「獅子娛樂集團」的社長。有天才般的頭腦，14歲得到青年組資格，15歲時得到職業認定。父親為赤馬零王。母親為LDS理事長赤馬日美香。獅子決鬥學校（Leo Duel School，LDS）的創立者。
使用的牌組為DD（ディーディー），是由名為「DD」及「DDD」的惡魔族怪獸所組成，而魔法、陷阱卡則由「契約書」及以「DD」和「DDD」為名的牌組成。「DDD」是「Different Dimension Daemon」的簡稱，由铁木真、亚历山大、恺撒等历史名人进入其他次元后化身恶魔组成。
漫畫裡同樣是「獅子娛樂集團」的社長，也是一位天才少年。鐘擺使用者。本身已經有上大學的實力。以「私自挪用立體影像裝置」為由，派出澤渡、黑咲、素良去追捕「幻影」- 榊遊矢。認為榊遊矢是和自己一樣存在於這個世界的「原型」，更稱榊遊矢是掌握未来關鍵，很可能會混滅世界的「命運因子」。據素良的情報，本身和榊遊矢一樣都是沒有太多資訊，並突然出現在這個世界的人。似乎很早就認識榊遊矢。知道遊矢在尋找「創世終焉龍」而利用此情報讓素良引出榊遊矢。
在澤渡、黑咲、素良分別輸給遊矢後，前往已成為廢墟的舊家拿取零王消失前給他的鐘擺卡片，打算自己對付遊矢。
相當崇拜自己的父親-赤馬零王。甚至不惜考試上交白卷好吸引忙碌工作的父親注意。從零王口中得知他正在進行決鬥怪獸立體影像化的研究，據零王的說法是是通往神之領域的捷徑。零王下落不明後，決定繼承他的意志繼續研究下去。自己過去的家因不明原因化成廢墟，被埋入地底。
權現坂昇（Noboru Gongenzaka）
聲：大林洋平（日本）；陳幼文、詹雅菁（年幼時）（臺灣）; 何家裕 （香港）
同步、鐘擺使用者。遊矢的摯友，所屬與遊勝塾互相競爭的對手塾「權現坂道場」。自幼起決鬥風格一貫為「權現坂道場」相傳之「不動的決鬥」，在決鬥中曾表示戰勝不需要多餘的動作。介紹許多道場內的同仁與遊矢決鬥。牌組以「全怪獸」為主軸編製而成，利用墓地的怪獸效果來輔助，不能有魔法陷阱卡存在於墓地，因此在動作決鬥不依賴屬於魔法卡的動作卡。
使用牌組：超重武者
澤渡真吾（Shingo Sawatari）
聲：矢野獎吾（日本）；李世揚（臺灣）; 梁皓翔 （香港）
LDS的學生，極為自信高傲，喜歡不擇手段收集稀有卡。初期有射飛鏢動作癖好，夾雜飛鏢用語在言談中，牌組以飛鏢為主軸。後期牌組不斷更換，目前以魔界劇團牌組為主。
使用牌組：飛鏢射手→冰帝特化→妖仙獸→魔界劇團
受LDS高層委託要搶奪遊矢的鐘擺卡但是失敗收場，對遊矢起了復仇的情緒。再次計畫挑戰遊矢改為冰帝主軸的牌組，不過被黑面具男襲擊後失去意識，利用此次襲擊事件裝病住院將事件嚴重化。出院後遇上遊矢，向遊矢喊話說青少年錦標賽將要再次決勝負。
漫畫裡是LDS特殊部隊成員。上級使用者。零兒派去追蹤榊遊矢的3名人员之一。使用「帝」系列的牌組。王牌為「冥帝 厄瑞玻斯」。在追到遊矢並打算進行捕捉時，對於挺身代打的遊斗感到驚訝。之後和遊斗進行動作決鬥並將其逼到絕境，最後由遊矢現身使出鐘擺召喚後敗北。目睹遊矢和遊斗互換身體而感到驚訝。為了不在下次輸給遊矢，跑去進行訓練。因為發音的關係，曾把鐘擺召喚(Pendulum Summon)講成企鵝召喚(Penguin Summon)。在漫畫裡老是被其他人吐槽。
赤馬零羅（Layra Akaba）
聲：石川由依（日本）；詹雅菁（臺灣）; 黎皓宜 （香港）
融合、同步、超量使用者身穿胸口印有梅花圖樣的連帽外套、抱著縫製熊並總是一副懼怕某事物模樣在赤馬一家身旁的孩子。
MCS初級組冠軍。在召集槍兵時，被零兒宣佈自己是槍兵的一員，有可以跟其他槍兵匹敵的實力。
使用牌組：CC/CCC（尚未OCG化）
月影（Tsukikage）
聲：坂卷學（日本）；陳幼文（臺灣）; 竺諺鴻 （香港）
所屬風魔決鬥塾。日影的弟弟。相當遵守委託的內容。對零兒很忠心。
使用忍者牌組，王牌怪獸「黃昏忍者將軍 月牙」（黄昏の忍者将軍－ゲツガ）
黑咲隼（Syun Kurosaki）
聲：金城大和（日本）；李世揚（臺灣）; 簡懷甄 （香港）
詳細請參見超量次元「黑咲隼」
 丹尼斯·麥克菲德（Dennis Mackfield）
聲：柿原徹也（日本）；陳幼文（臺灣）; 何家裕 （香港）
詳細請參見融合次元「丹尼斯」

## 標準次元

### 遊矢的家庭
榊遊勝（Yusyo Sakaki）
聲：東地宏樹（日本）；陳幼文（臺灣） ; 梁皓翔（香港）
遊矢的父親。前任動作決鬥冠軍。3年前強壯石島的挑戰賽時失蹤而使挑戰者強壯石島成為現任動作決鬥冠軍。遊勝塾創始人，其宗旨是教導可以讓觀眾能開心並結合動作決鬥的決鬥方式，即是娛樂決鬥。
根據自己過去的記憶，他和來到標準次元的零王一起研發了立體影像，自己也更進一步利用這項技術發明了現在的娛樂決鬥。
三年前，為了與赤馬零王和平對話藉由LDS所開發的傳送系統傳送到超量次元，錯過與強壯石島的挑戰賽。之後一直在超量次元的梅花分校教導娛樂決鬥，並告知有關次元戰爭的事。根據亞連的說法，三年前他曾在心之地的梅花分校指導決鬥，卻在決鬥學院入侵後人間蒸發。次元戰爭發生後戰勝艾德但被艾德打傷了腳，更被意外傳送到了融合次元，途中救了差點被變成卡片的明日香，之後在融合次元也創立了遊勝墊。
遊勝與明日香計畫前往學院途中被丹尼斯干擾，好不容易搭乘前往學院的遊輪，卻被丹尼斯追上遊輪，快斗代替遊勝與丹尼斯決鬥，丹尼斯戰敗後不接受他人說服，跳下遊輪把自己卡片化，丹尼斯化成的卡被海風吹到遊勝手中，遊勝對丹尼斯的決斷感到遺憾。
到達學院後中途和零兒等人相遇，同時間遭到遊里的追擊。在明日香和素良的掩護下和零兒、零羅一起來到赤馬零王的所在地，得知了有關四個次元的事。
聽完零王的話後開始回想自己和修造都沒有遊矢和柚子出生的記憶，懷疑薩克是有目的的挑選自己當遊矢的父親好培育決鬥技巧，同時認為自己無意間地在幫助惡魔重新復活。後遭到遊里卡片化。
漫畫中和赤馬零王引發了「ワールドイリュージョン(世界幻影)」現象。兩人似乎與世界的混滅和重生有關。漫畫第14回被零兒透露是開發動作決鬥的創始者，也是害死赤馬零王的兇手。
是負責帶頭研究立體影像質量化的科學家，零王則是他的朋友和合作夥伴。開發完沒多久便擔心此技術會被用在戰爭和軍事上，決定把剩下的研究全權交給零王負責，自己則是先一步離開研究團隊，以決鬥者的身分推廣立體影像質量化，希望讓立體影像質量化和自己的娛樂決鬥結合，為眾人帶來和平，鐘擺召喚也是由他和零王一起創造出來的。不料兩人的立體影像質量化創造出來的假想次元和未知的新次元聯繫，將創世終焉龍帶到20年後的未來，後來零王因為其自身想超越遊勝的心被創世終焉龍利用並加以增幅而將創世終焉龍的卡片交給軍方研究，結果創世終焉龍的能量失控導致世界毀滅，為了拯救世界遊勝發動了「世界幻象」將時間倒流，並為自己的四個兒子準備了逃生艙，讓他們到地底與自己匯合，然而就在遊矢等人抵達逃生艙的所在地時，逃生艙卻有三個疑似受到地面搖晃的影響而遭到破壞只剩一個，結果遊斗、遊吾和遊里選擇犧牲自己讓遊矢坐上逃生艙逃生，而遊斗等三人則是吃著遊斗為遊矢準備的便當並用遊里準備的花束點綴滅亡的世界，就這麼含淚笑著為遊矢獻上生日祝福並迎來了自身以及世界的終焉。
據遊矢的說法，他也知道「創世終焉龍」的下落，但還沒告訴遊矢之前就下落不明了。
榊洋子（Yoko Sakaki）
聲：遊井亮子（日本）；詹雅菁（臺灣） ; 鄧潔麗（香港）
遊矢的母親。初次登場對於遊矢使用鐘擺召喚並不怎樣驚訝。茂古田未知夫的愛好者。過去是帶領「決鬥女王」有「流星洋子」之稱的女性暴走族總長。
有收養流浪動物的習慣，目前養育三狗三貓，其中有名字為「安」、「可」、「瓦特」、「公里」。
MCS第一回戰最後一場賽程時與柚子照顧沉睡兩天的遊矢，安慰傷心的柚子並告訴她遊矢一定能醒來且會更強。在混戰中不斷提高對丹尼斯的喜好度，比起兒子更加聲援未知夫與丹尼斯。在混戰結束時逼遊矢跟自己決鬥，並從中訴說自己以前的過往與跟遊勝初次相遇的時光，喚起遊矢要帶給大家快樂的娛樂決鬥，戰敗後把「微笑世界」卡片交給遊矢，教他不要忘記娛樂決鬥。
使用爆走牌組，王牌怪獸爆走美神 傳說總長烈怒宮偉陰（爆走美神 伝説総長烈怒宮偉陰）（尚未OCG化）

### 遊勝塾
柊修造（Syuzo Hiragi）
聲：板倉光隆（日本）；馬伯強（臺灣） ; 羅偉傑 （香港）
柚子的父親。遊勝塾的塾長。口頭禪是「熱血」。使用牌組：毅力大師（ガッツマスター）
相當熱心地經營遊勝塾，只要對塾有好處，會盡力以自己內部的人來爭取。遊勝塾跟LDS的三對三結果出爐後被日美香要求舉辦延長賽，最後因LDS被襲擊事件以中斷告終。在戰後為了鼓勵失落的遊矢，提出了決鬥要求。選擇了遊勝最擅長的場地在決鬥中取得遊矢的鐘擺卡來向遊矢說明鐘擺召喚先驅者的責任。被洋子調侃過若不那麼笨拙，在職業決鬥者這條路可能會更好一點。
對MCS全員能出賽感到光榮。於MCS大賽結束後得知了有關次元戰爭以及柚子失蹤的事，為柚子的行蹤感到擔憂卻無奈自己無能力拯救自己的女兒。得知遊矢被選為槍兵後，相信遊矢能把柚子救回。
漫畫裡經營的是修造塾，但因為招募不到半個學生而面臨破產危機。個性和動畫一樣，為此常被漫畫裡的柚子使出「紙扇吐槽」。漫畫第四話裡被黑咲擊敗並用來當作引出"幻影"的人質。遊矢獲勝後和柚子一起平安回去，並擔心自言自語的遊矢會不適合成為講師。對於遊矢有四個人格的事情感到驚訝，並得知了持有「創世終焉龍」的人會在未來混滅世界。對於遊矢提供的各種情報感到一頭霧水，更加擔心遊矢不適合成為講師。知道柚子要搬去和遊矢一起住時感到震驚。
角色名和性格以松岡修造為藍本。
山城達也（Tatsuya Yamashiro）
聲：新出ななみ（日本）；詹雅菁（臺灣）; 鄧潔麗 （香港）
遊勝塾的學生。條理分明，相當仰慕遊矢，但對遊矢脫序行為經常感到汗顏。
原本母親希望達也能加入LDS，但達也看過遊矢與石島的決鬥後下定決心加入遊勝塾。遊矢被觀賞鐘擺召喚的小孩罵是騙子時，挺身為遊矢說話，同時正式加入遊勝塾。得知遊矢為了取得青少年錦標賽的參賽資格時，即刻解出需要在四連勝才能參賽被太志評價計算快速。
MCS初級組參賽者。順利晉升至決賽，決賽中敗於零羅。
使用牌組：娛樂機器（Ｅ・Ｍ）
王牌怪獸：娛樂機器小工具巨人
原田太志（Futoshi Harada）
聲：知桐京子（日本）；詹雅菁（臺灣）；姜嘉蕾 （香港）
遊勝塾的學生。口頭禪是「興奮地渾身發顫啦」並有著同時搖擺身體的癖好。在觀賞決鬥時經常把最直白的想法或問題表達出來，常被遊勝塾的夥伴們釐清盲點。
MCS初級組參賽者，順利戰勝第一戰對手清水武。第二戰被零羅以同步召喚的怪獸打敗。
漫畫裡和年幼的柚子、黑咲一起出現在是全國兒童心算比賽的排名照片裡。是當時的第三名。
使用牌組：塗鴉獸（らくがきじゅう）
王牌怪獸：塗鴉獸暴龍
鮎川亞由（Ayu Ayukawa）
聲：明坂聰美（日本）；陶敏嫻（臺灣）; 鄭家蕙 （香港）
遊勝塾的學生。跟柚子很要好的女孩子。情緒分明，正義感十足，只要有錯會大聲喝斥。經常為遊勝塾的成員加油。
MCS初級組參賽者，雖敗於第一戰對手零羅，經遊矢鼓勵下提起精神為下一次大賽努力。
使用牌組：水名伶（アクア・アクトレス）
王牌怪獸：水名伶金龍魚

### LDS（獅子決鬥學校）
赤馬日美香（Himika Akaba）
聲：藤本喜久子（日本）；詹雅菁（臺灣）; 姜嘉蕾 （香港）
LDS的理事長，零兒的母親。有著要將自己的決鬥企業擴及全世界的野心，更因此在積極合併其他同業。
利用澤渡被襲擊事件向遊勝塾提出三對三決鬥挑戰，表面上有意要併購遊勝塾並擴散鐘擺召喚，更深的目的是為了確認遊矢真實身份。對LDS跟遊勝塾平局結果不滿意，要求修造由各勝一場的決鬥者進行延長賽決鬥。目睹零兒使用鐘擺召喚後，認為毀掉遊勝塾也不足為惜。
MCS作為貴賓與零兒、零羅待在貴賓席。
錦標賽結束後當著所有觀眾面前撥放融合次元入侵的影像，告知在場的觀眾有關次元戰爭的真相，並正式宣布遊矢等人為守護他們世界的槍兵團成員。
中島（Nakajima）
聲：早志勇紀（日本）；馬伯強（臺灣） ; 張振熙 （香港）
帶著墨鏡的成人男性。LDS相關人士，赤馬零兒的部下。
MCS開賽第二日當晚在公園現場回收遊斗的決鬥盤。之後待在零兒身邊確認比賽情況。
志島北斗（Hokuto Shijima）
聲：花江夏樹（日本）；馬伯強（臺灣）; 梁皓翔 （香港）
超量使用者。LDS超量課程的學生；在青少年低層階級勝率高達九成以上的少年。
熟悉動作決鬥場地魔法「宇宙聖域」，完全清楚掌握該場地動作卡流星的掉落時機。原本高傲的性格在四十一連勝被遊矢中斷後接連出現一些罕見的行為，常被光津真澄調侃。受真澄通知時趕往犯人所在現場，向隼表明LDS的超量實力，最後不敵隼的猛烈攻勢敗北昏去，跟隼有關的記憶被竄改。
MCS青少年組參賽者，第一戰獲勝，第二戰被襲擊化作卡片而缺席戰敗。
使用牌組：星聖（セイクリッド）
光津真澄（Masumi Kotsu）
聲：清都亞理沙（日本）；陶敏嫻（臺灣） ; 姜嘉蕾 （香港）
融合使用者。LDS融合課程的學生。膚色黝黑、黑長髮的少女。
父親為寶石商人，從小看過各種寶石。與柚子決鬥時看得出柚子心中有所迷惘。原本為三對三延長賽的選手，但因LDS社長赤馬零兒現身，讓出了資格。再次遇到隼時與刃、北斗團隊向隼決鬥，但不敵其強力的反擊而敗北倒下，三人無被封印至卡片裡，但被LDS竄改全部有關隼的記憶，認定隼原本即是LDS的夥伴之一。
MCS青少年組參賽者，第一戰在與柊柚子的決鬥中戰敗，贈與柚子「水晶玫瑰」並要她繼續贏下去。有想成為槍兵的意願。
使用牌組：寶石騎士（ジェムナイト）
刀堂刃（Yaiba Todo）
聲：高梨謙吾（日本）；李世揚（臺灣）; 張振熙 （香港）
同步使用者。LDS同步課程的學生。個性好戰、總是手持竹刀有虎牙的少年。熟悉動作決鬥，在與權現坂決鬥中連續同步召喚之外接連取得動作卡來強化怪獸。
三對三戰後跟著真澄一起到案發現場，對調查的制服組感到憧憬。被權現坂請求教導同步召喚。跟北斗、真澄、隼進行混戰，三人不敵隼的逆轉而敗，有關隼的記憶被LDS消除掉。
MCS青少年組參賽者，第一戰在與勝鬨勇雄的決鬥中戰敗並被送醫，其慘狀讓比賽會場鴉雀無聲。
使用牌組：X-劍士（X－セイバー）
櫻樹優（Yuu Sakuragi）
聲：渡邊拓海（日本）；馬伯強（臺灣）; 梁皓翔 （香港）
超量使用者。去年MCS青少年組冠軍，現已晉升至青年組。
原是零兒的槍兵候選之一。MCS青年組參賽者，戰勝後被瑟蕾娜盯上，因零兒的掩護下離開現場。MCS青少年組混戰中作為青年組八強以迎戰融合次元的歐貝利斯克部隊，然而櫻樹對敵人的猛攻束手無策直到遊吾亂入後才解脫，得救後過於害怕直接逃離戰場，是青年組八強裡唯一沒變成卡片的人。
使用魔導書牌組，王牌怪獸魔導法皇亥隆。
哈利爾（Halil）
聲：村瀨步(日本)；陶敏嫻（臺灣）; 鄭家蕙 （香港）
融合使用者。LDS的海外留學生，天真活潑。口頭禪為「我學到了！」。
MCS混戰中，對打倒真澄且同樣為融合使用者的柚子提出挑戰，比賽前甚至將多蒐集到的鐘擺卡贈與柚子來順利開賽。戰敗第二對手未知夫，與奧爾嘉無意間移動至遊里、丹尼爾附近，被遊里化作卡片並被柚子帶在身上。
使用燈（ランプ）主題牌組，王牌怪獸燈之炎精火焰燈神
奧爾嘉（Olga）
聲：石川由依(日本)；陶敏嫻（臺灣）; 黎皓宜 （香港）
同步使用者。LDS的海外留學生，北歐分校的學生。
MCS第二輪戰勝三原春野。混戰中與柚子、權現坂戰後被哈利爾要求一同行動，跟哈利爾一同被未知夫打敗後，移動到遊里、丹尼爾附近，被遊里化作卡片後被柚子帶在身上。
使用極冰獸牌組，王牌怪獸：極冰獸一角鯨

### MCS（舞網錦標賽）
茂古田未知夫（Michio Mokota）
聲：内匠靖明（日本）；馬伯強（台灣）；郭俊廷（香港）
遊矢資格賽第一戰的少年，特徵為瞇瞇眼。知名廚師。所屬主打料理決鬥的霧隱料理學校。
MCS青少年組參賽者，第二戰戰勝北斗。MCS混戰中與大漁旗鐵平合作。打倒哈利爾與奧爾嘉後從美惠留口中得知遊矢失控，與大漁旗、權現坂、美惠留的幫助下讓遊矢恢復正常。跟大漁旗到火山區域發現歐貝利斯克部隊後隨即亂入，在與大漁旗的合作下順利讓歐貝利斯克部隊受到不少的傷害，但在歐貝利斯克部隊反撲後戰敗並被化作卡片。
使用牌組：烹飪夥伴（CM）（クックメイト）
九庵堂榮太（Eita Kyuandou）
聲：片山裕介（日本）；詹雅菁（台灣）
遊矢資格賽第二戰的少年。所屬升學聞名的明晰塾。在問答答題時是無人能敵的，因此被冠上「知識的宇宙」的綽號。
方中美惠留（Mieru Hochun）
聲：悠木碧（日本）；陶敏嫻（臺灣）；黎皓宜（香港）
儀式使用者。所屬海野占卜塾。遊矢資格賽第三戰的少女。
能用占卜決鬥預見未來，在與遊矢一戰後喜歡上遊矢、稱呼他「達令」。
MCS青少年組參賽者，第一戰戰敗，戰前原本想待在沉睡的遊矢身邊照顧他，但被柚子、洋子說服要去決鬥。
在家中觀看MCS混戰時，因遊矢部分的轉播被切斷所以決定要到遊矢所在之處。與權現坂會合看到遊矢失控的模樣後，到熱帶雨林區域尋求幫手，在遊矢失控時藉由水晶球看到遊矢體內擁有兩個心靈，以及更加深處某個可怕的存在。在權現坂、未知夫、大漁旗幫助下幫助遊矢恢復自己意識。
使用牌組：占術姬牌組（占術姫）
王牌怪獸：聖占術姬塔羅蕾（聖占術姫タロットレイ）
暗國寺玄（Gen Ankokuji）
聲：白熊寛嗣（日本）；馬伯強（台灣）；郭俊廷（香港）
原為權現坂道場的學生、權現坂的師兄。小時候穿著印有強壯石島圖樣的衣服，強壯石島的支持者。與遊矢、權現坂在過去有過節。
MCS青少年組參賽者，第一戰使用小手段來讓權現坂不動的決鬥動搖，但仍然不敵而戰敗。
使用野蠻人（バーバリアン）牌組，王牌怪獸野蠻人瘋狂薩滿（バーバリアン・マッド・シャーマン）
勝鬨勇雄（Isao Kachidoki）
聲：野島健兒（日本）；馬伯強（臺灣）；何家裕（香港）
融合使用者，所屬梁山伯塾，去年敗給櫻樹成為MCS青少年組的亞軍。牌組特徵是使用天之名怪獸和地之名怪獸融合出霸之名怪獸。
MCS青少年組參賽者，第一戰戰勝刀堂刃，第二戰與遊矢決鬥中戰敗。
被丹尼斯帶到融合次元後，向遊矢提出復仇的決鬥。決鬥中勝鬨告訴遊矢，自己小時候他與師父經過河川之時，看見遊勝、遊矢父子倆快樂地進行決鬥，比對自己的情況後極為羨慕，加上MCS敗在遊矢手上，促使怨恨的他想打倒遊矢找回榮耀。雖然再度敗於遊矢，但兩人之間的決鬥打動了一旁的觀眾（包含決鬥學院軍成員），最後向遊矢道謝後自行離去。
使用天地霸牌組
梅杉劍（Ken Umesugi）
聲：早志勇紀（日本）；陳幼文（臺灣）；竺諺鴻（香港）
融合使用者，所屬梁山伯塾。綁著辮子，瞇瞇眼的少年。
MCS青少年組參賽者，MCS混戰中為了替勝鬨報仇跟竹田搭檔對遊矢發起決鬥。
使用天地霸牌組
竹田真（Shin Takeda）
聲：渡邊拓海（日本）；馬伯強（臺灣）；簡懷甄（香港）
融合使用者，所屬梁山伯塾。綁著頭巾的少年。
MCS青少年組參賽者，MCS混戰中為了替勝鬨報仇和梅杉一起向遊矢發起決鬥。
使用天地霸牌組
日影（Hikage）
聲：坂卷學(日本)；李世揚（臺灣）；竺諺鴻（香港）
所屬風魔決鬥塾。被月影稱作兄者。
MCS青少年組參賽者，混戰中帶著瑟蕾娜離開火山區域，之後回到火山區域確認歐貝利斯克部隊的動向。與素良決鬥戰敗後被化作卡片，擅長如太陽般進攻。
使用牌組：忍者牌組
大漁旗鐵平（Teppei Tairyobata）
聲：武田幸史（日本）；何志威（臺灣）；梁皓翔（香港）
釣魚決鬥者，喜歡的詞語是「一網打盡」。
MCS青少年組參賽者，MCS混戰中與未知夫合作。幫助美惠留、權現坂、未知夫讓遊矢恢復意識，途中被未知夫打動並將未知夫視作真正的夥伴。與未知夫在火山區域遇上歐貝利斯克部隊以及瑟蕾娜們，兩人在歐貝利斯克部隊的猛攻下一同戰敗被化作卡片。
使用牌組：傳說的漁夫（伝説のフィッシャーマン）
阿什利、柏蘭、卡爾（Ashley, Bram, Carl）
聲：藤沼建人、野上翔、濱野大輝（日本）；何志威、李世揚、陳幼文（臺灣）；鄧肇基、何家裕、郭俊廷（香港）
所屬決鬥騎士團。: MCS混戰中為了替第二輪戰敗的查爾斯報仇，三人一起向黑咲隼決鬥，敗北收場之餘被黑咲評價不適合做為槍兵。第二次以自己人之間動作決鬥的衝擊來影響遊矢、黑咲兩人，途中被歐貝利斯克部隊亂入並被一同卡片化。
使用牌組：突擊騎士（アサルトナイト）
清水武（Takeshi Shimizu）
聲：大地葉（日本）；陶敏嫻（臺灣）
NICONICO決鬥塾的學生。MCS初級組參賽者，第一戰敗給太志。
種子島有藏（Yuzo Tanegashima）
聲：野上翔（日本）；何志威（臺灣）
所屬驚嚇塾。: MCS青少年組參賽者，第二戰敗給權現坂昇。
斜芽美技代（Mikiyo Naname）
聲：大地葉（日本）；陶敏嫻（臺灣）；鄧潔麗（香港）
偶像決鬥者，所屬決鬥少女俱樂部。
MCS青少年組參賽者，第二戰敗給柊柚子。
使用天使族牌組

### 其他
尼可·史麥利（Nico Smiley）
聲：飯島肇（日本）；李世揚（臺灣）；郭俊廷 （香港）
強壯石島的經紀人，初登場時邀請遊矢與其進行表演戰，以最先進的立體影像設備作為遊矢戰勝獎勵。在強壯石島辭去動作冠軍頭銜後，成為無業經紀人。主動找上遊矢告知他獲得青少年錦標賽出賽權並給予幫助。擔任MCS開幕式解說者。
漫畫裡替零兒找到了在地下進行決鬥的黑咲，並對零兒表示黑咲所追求的非金錢和人情而是拼上性命進行的真正決鬥。
強壯石島（Strong Ishijima）
聲：宮内敦士（日本）；馬伯強（臺灣）；梁皓翔 （香港）
現任動作決鬥冠軍，身材巨大。視榊遊勝為勁敵，原本能與其一決勝負，但因遊勝突然失蹤不戰而勝。與遊矢一戰落敗後，主動辭去動作決鬥冠軍頭銜後出海四處修行磨練。
使用野蠻人（バーバリアン）牌組，王牌怪獸：野蠻人之王（バーバリアン・キング）

## 超量次元

### 反抗軍
黑咲隼（Shun Kurosaki）
聲：金城大和（日本）；李世揚（臺灣）；簡懷甄（香港）
超量使用者。與遊斗同夥的少年。總是全力應戰，不同於優柔寡斷的遊斗，寧可不斷將標準次元的決鬥者化作卡片，也要引出赤馬零兒以之作為人質來與瑠璃交換。能把打敗的對手封印至卡片中。無需借助動作決鬥的立體影像設備即能使決鬥中的對手產生臨場感和造成實體傷害。
漫畫裡是LDS特殊部隊成员。零兒派去追蹤榊遊矢的3名人员之一。超量使用者。使用和動畫裡一樣的「襲擊猛禽」牌組，但是效果不同。王牌為「襲擊猛禽-刃烈獵鹰」。過去是一昧追求生存感的地下決鬥者。喜歡被對手削減生命值，在一次把相差的生命值數據還給對手來獲勝。自稱喜歡這種瀕臨死亡快感的決鬥，認定自己只有在絕境中勝利生還就是全部的快樂，對於痛苦會感到愉悅。被遊斗諷刺為沒有朋友的類型。
很厭惡榊遊矢的「娛樂決鬥」，認為這樣嬉戲一般的決鬥稱不上是真正的決鬥。為了擊敗遊矢，把目標轉到在一旁加油的柚子，並跑去修造塾，三兩下戰勝修造後，脅持修造為人質來逼遊矢現身。於漫畫第5、6回和遊矢進行空中決鬥，更強硬的把遊矢搶到的動作卡燒毀，試圖把遊矢逼到絕境，但中途救了差點掉到地上的柚子和修造，還警告他們別來打擾認真進行的決鬥，被遊矢認定是個可以交朋友的人。最後被遊矢召喚出來的「異色眼假面龍」的效果擊敗。快掉到地面上時被遊矢救起，開始承認遊矢的決鬥。
曾誤信素良的謊言而氣的對零兒質詢，被旁邊的澤渡吐槽自己也脅持過人質。素良的謊言被遊里揭穿後，反被零兒原諒自己的誤解，被澤渡取笑。
幼年時曾獲得全國兒童心算大赛的冠軍。
天城快斗（Kaito Tenjo）
聲：內山昂輝（日本）；郭俊廷（香港）
超量使用者，心懷怨恨，操縱著銀河眼的反抗軍成員之一。過去是心之地決鬥學校梅花分校的王牌學生。和黑咲是彼此認同實力的對手關係。除了手上綁著代表反抗軍的紅色領巾以外，其餘衣著不變。
原人設為前一部作品『遊戲王 ZEXAL』裡的主角之一。
因遊矢等人追擊決鬥學院成員而相遇。將遊矢等人視為跨次元侵略者而向三人挑釁。與澤渡、權限坂展開決鬥並輕鬆的用銀河眼光波龍的效果擊敗兩人。
據遊斗的說法，融合次元入侵前，他的決鬥風格溫暖且精密、能輕易看穿對手戰術，實力足以問鼎決鬥冠軍。融合次元入侵後，因為家人遭到決鬥學院卡片化而性情驟變，決鬥風格變得無情，相當敵視任何非超量次元的居民。因為將眾多決鬥學院士兵卡片化而被決鬥學院部隊通緝。和遊斗是舊識，但直到遊矢召喚出暗叛逆超量龍後才認出遊斗。與遊矢的決鬥被趕來的黑咲等人阻止。得知遊矢的姓氏後拒絕沙耶加歸隊的邀約中斷決鬥離去。事後證明與遊勝是師生關係。
105話再度登場，於反逆者基地附近與決鬥學院軍決鬥，勝利後將三人卡片化。此時趕到的沙耶加與亞連再次請求快斗歸隊卻仍被拒絕。快斗準備離去時卻被突然出現的黑咲阻攔，兩人隨即展開決鬥，黑咲嘗試透過決鬥告訴對方"同伴"的重要性。兩人決鬥結束後，快斗仍然選擇離去。109登場並幫忙帶受傷的黑咲等人離開，最後回到反抗軍的陣容。艾德等融合次元學生放棄侵略後選擇放下仇恨並原諒他們。
後代替受傷的隼一起前往融合次元，並先一步追上遊勝等人來到決鬥學院。聽說小凜和瑠璃的所在位置後，告訴趕來的遊吾小凜在西之塔，自己也前往東之塔拯救瑠璃。不料自己被受到控制的瑠璃推出塔外，被趕來的隼和艾德所救。
告訴隼有關瑠璃被控制的事後，將小妖精的卡片交給隼，自己先一步去找幕後黑手。和艾德相遇後目睹了被薩克控制的遊矢。在尋找遊矢時遇到遊勝並得知了遊矢等人體內存在著惡魔決鬥者薩克。為了阻止薩克復活，和艾德亂入遊吾和遊里的決鬥，但不敵遊里的王牌而落敗。
使用牌組：光波
王牌怪獸：銀河眼光波龍、超銀河眼光波龍
神月亞連（Allen Kozuki）
聲：村瀬迪與（日本）；何凱怡（香港）
超量使用者。心之地殘存的反抗軍之一，過去是心之地決鬥學校梅花分校的學生之一、遊勝的學生。性格外向活潑，就算是對剛認識的遊矢等人也可以很融洽的相處。在黑咲和遊斗前往標準次元後，因為決鬥學院的大舉入侵，造成黑桃分校的反逆者全軍覆沒，所屬的梅花分校也傷亡慘重，目前和剩下的難民躲在山上逃避決鬥學院軍的追擊。和沙耶加、黑咲一起阻止快斗和遊矢的戰鬥。希望能找到更多向遊矢他們一樣同伴加入。向遊矢說明遊勝在超量次元的事情，並責備遊勝在決鬥學院入侵後捨棄他們逃跑。
為了尋找沙耶加被泰勒姊妹發現，隨後與沙耶加進行組隊決鬥，但不敵對方被擊敗。之後在旁關注遊矢的決鬥，並決定認同遊矢等人的理念。
之後幫忙帶著受傷的隼跟著快斗離開。於112集跟隨快斗等剩下的反抗軍趕來解圍。雖然質疑艾德的投誠，最後還是選擇相信。遊矢等人前往融合次元前，將滑輪鞋贈送給遊矢。
使用牌組：列車
王牌怪獸：重裝甲列車鐵狼
笹山沙耶加（Sayaka Sasayama）
聲：前川涼子
超量使用者。 心之地殘存的反抗軍之一，過去是心之地決鬥學校梅花分校的學生之一、遊勝的學生。性格有點怕生，內向。目前和剩下的難民躲在山上逃避決鬥學院軍的追擊。和亞連、黑咲一起阻止快斗和遊矢的戰鬥，並希望快斗能再次與他們一同並肩作戰，但被快斗斷然拒絕。
於瑠璃被遊里抓走時目睹經過，卻因為害怕而沒有出手幫忙，為此一直感到後悔。
獨自一人尋找快斗時被泰勒姊妹發現，與隨後趕到的亞連進行組隊決鬥，但不敵對方被擊敗。之後在旁關注遊矢的決鬥，卻差點被決鬥中打落的巨大瓦礫壓到。幸好及時被黑咲救走，卻也害黑咲收到重傷倒地。在快斗趕來後幫忙帶黑咲撤退。
在遊矢等人前往融合次元前，送給快斗一張精靈卡片。似乎對快斗抱有好感而臉紅。
在黑咲的回憶中，曾經大賽中擊敗當時作為決鬥對手的瑠璃，但因此兩人成為朋友，而當時她將小妖精作為友情的象徵贈送給瑠璃，但卻遭到黑咲的斥責。
使用牌組：妖精
王牌怪獸：妖精啦啦隊女孩

## 融合次元

### 決鬥學院
教授（Professor）／赤馬零王（Reo Akaba）
聲：浪川大輔（日本）；馬伯強（臺灣）；郭俊廷（香港）
決鬥學院的總指揮官。原為獅子娛樂集團的負責人。鐘擺、融合、同步、超量使用者。目的是打算將四個次元整合為一個世界。
過去是統一世界的研究人員，將當時既有的真實立體影像技術與決鬥怪獸結合，創造了動作決鬥的前身，因此聲名大噪。當薩克將自身和四隻召喚龍結合摧毀世界後，開始四處蒐集自然力量，最後研發出花、鳥、風、月，四種象徵大自然的魔法卡想自己去阻止他，不料他的女兒阿零搶先一步去阻止薩克，最後造成了統一世界的分裂，自己意識過來時已經位在尚未開發真實立體影像的標準次元。雖然失去部分記憶，但還保留著當時的技術知識，和遊勝一起繼續開發真實立體影像，開發過程中自行搜尋以前的記憶才回想起一切，便在三年前拋下零兒母子與公司，先一步前往融合次元，在那裡遇見瑟蕾娜後確信她是阿零分裂後的個體，才會開始進行ARC AREA PROJECT 和 REVIVAL ZERO的計畫。
在遊勝來到學院港口之時，透過監視影像得知其到來，並準備將一切計劃全盤托出告知游勝。零王認為遊矢等人是當時薩克隨著次元一同分裂出來的存在，拉攏零兒將其消滅，但被零兒拒絕，最後與反抗自己的零兒、遊矢決鬥。
漫畫裡是零兒崇拜的對象。和動畫版的模樣不同，沒有頭上的機械裝置，本身是帶著眼鏡，穿著西裝的。喜歡和零兒開玩笑。平時是個相當忙碌的人。
據蓮的說法，他和遊勝曾經引發過「ワールドイリュージョン(終界幻象)」事件。兩人似乎與世界的混滅和重生有關。
曾經告訴零兒自己正在和一位老朋友（遊勝）進行決鬥怪獸和立體影像的融合化研究，具他的說法，決鬥怪獸是通往神之領域的入口，這個研究是對神的挑戰。現下落不明(漫畫第14回被零兒透露已經死亡)。下落不明前留下一張鐘擺卡片給零兒，並交代他如果自己有天發生什麼事了，要零兒繼續研究下去。
漫畫第15回透漏他是幫助遊勝一起研究立體影像質量化的研究夥伴。對於當時遊勝提出要離開研究團隊一事感到驚訝。知道遊勝的擔憂和目的後決定在技術方面幫忙他。兩人最後一起完成了立體影像質量化和決鬥怪獸的結合，也創造了鐘擺召喚。不料兩人的立體影像質量化創造出來的假想次元和未知的新次元聯繫，將創世終焉龍帶到20年後的未來，造成了未來世界的毀滅，自己似乎也在當時的意外裡身亡。世界毀滅前將零兒連同整間研究室一起送回過去，讓零兒去阻止回到過去的遊矢找到「創世終焉龍」。
使用牌組：精霊(スピリット)
王牌怪獸：精靈機巧軍-鐘擺督軍、 大精靈機巧軍-鐘擺统治者
紫雲院素良（Sora Shiunin）
聲：園崎未惠（日本）；陶敏嫻（臺灣）；羅婉楓（香港）
融合使用者。動畫第4集登場，喜歡甜食的少年，性格自由奔放。融合次元的戰士。: 使用牌組是以絨毛玩具的獸族怪獸融合金屬外表的惡魔族怪獸組成的魔玩具。
本來有意要加入LDS，在參觀的過程中被遊矢的娛樂決鬥吸引，覺得遊矢比LDS有趣，毛遂自薦地要當遊矢的弟子。與遊矢決鬥後半段時展現出原有敏捷的身手，因自己敗北不再稱呼遊矢為師傅。
在動畫前期曾經加入遊勝學院，初期純粹只是為了執行任務而穿越到不同次元，曾經用遊勝學院名義跟遊矢等人參加錦標賽，在第33-34集跟黑咲隼決鬥時說出他們只是當黑咲隼他們是獵物，但最後輸了，第35集遊斗問他琉璃在那裡，他回答不知道，還說拯救琉璃的唯一方法就是纖滅融合，之後跟遊斗去了公園決鬥，但發現對方沒用全力跟他決鬥，而且途中被遊矢阻止，最後因為身分暴露而送往融合次元，於第41集再次出現，被零王再次派遣到標準次元，但這次是有部隊陪同一起負責抓賽倫娜的任務，來到標準次元後再次跟黑咲隼決鬥，經過一輪激戰後勝出，接著因為遊矢不滿他們的做法所以再跟遊矢決鬥，在對決期間表示跟遊矢已經不再是朋友，因為肩負住更重要的事，對決最後因為超過預定時間而強制結束，在對決結束後因為以為柚子去了融合次元而連忙按了傳送按鈕回去融合次元，於第75集在同步次元再出現，在場邊觀看黑咲隼和丹尼斯的對決，於第77集柚子跟謝爾蓋的對決後救走柚子，第80集跟遊矢在同步次元再會，道出已收藏柚子在某個地方。
漫畫裡是LDS特殊部隊成员。原本有個雙胞胎妹妹美宇，但已在未來病逝。是零兒派去追蹤榊遊矢的3名人员之一。個性和動畫裡一樣有強烈的好奇心。融合、鐘擺使用者。和動畫的個性不同，比較擅長使用計策且毫無良心，會用盡一切手段獲得勝利，但相當有自己的尊嚴。討厭敵人對自己手下留情。使用和動畫一樣的「魔玩具」牌組，使用怪獸為「魔玩具剪刀熊」。
擅長收集各種情報和製作道具來追查真相。喜歡吃甜食，總是手持著巨大的螺旋形棒棒糖。對幻影「榊遊矢」有極大的興趣。希望能和遊矢交手而非逮捕他。調查遊矢的時候發現他並沒有濫用質量系統，強烈懷疑零兒追捕榊遊矢是另有目的。
後揭露他其實是EVE安插進LDS的手下之一，目的是為了接近和調查零兒。在連續兩次和遊矢的對決中皆敗給遊里，還露出原本無情且冷血的真面目。
和蓮一樣，都曾獲得「創世終焉龍」的力量而不斷度過自己已病逝的雙胞胎妹妹還活著的生活，卻無法忍受自己必須一直目睹妹妹死亡而感到無力，最後決定放棄「創世終焉龍」的未完全恢復的時空力量，加入EVE的團隊。
丹尼斯·麥克菲德（Dennis Mackfield）
聲：柿原徹也（日本）；陳幼文（臺灣）；何家裕（香港）
超量、融合、鐘擺使用者。LDS的海外留學生。相當憧憬遊勝。實為融合次元安插在標準次元的間諜。持有融合次元的決鬥學院徽章，同時在牌組中有魔法卡融合。
MCS混戰中幫助遊矢，一同打敗梁山泊塾的人。戰勝柚子後被瑟蕾娜提出挑戰，但因不想被誤會是超量次元的人而故意敗北。看見被傳送至標準次元的遊里，向其透露了柚子行蹤。成為槍兵的一員一同到同步次元。在同步次元與黑咲決鬥中洩漏自己來自融合次元。在融合次元與快斗決鬥，戰敗後將自己化作卡片。
使用牌組：娛樂魔術師（Em）、古代機械
巴雷特（Barrett）
聲：田中美央（日本）；陳幼文（臺灣）；簡懷甄 （香港）
融合使用者。瑟蕾娜的監視者，融合次元的戰士。戰鬥經驗豐富，但在一次的戰鬥中失去左眼。非常喜歡勳章，認為勳章是戰士榮譽的象徵。
第40話代瑟蕾娜與赤馬零兒對戰後不慎落敗。戰敗啟動決鬥盤的通信，告知融合次元瑟蕾娜身處標準次元。
在丹尼斯被素良送回融合次元後，得到瑟蕾娜在同步次元的消息以及槍兵的資料，率領歐貝利斯克部隊前往同步次元，在RT55區發現瑟蕾娜並和想要守護她的遊矢展開激戰。之後敗於中途亂入的謝爾蓋，被送回融合次元前帶走瑟蕾娜。
使用牌組：獸鬥機
王牌怪獸：獸鬥機黑豹掠食者、獸鬥機沃夫肯普法
艾德・菲尼克斯（Edo Phoenix）
聲：石田彰
融合使用者，為決鬥學院的學生，同時也是負責指揮侵略超量次元部隊的總司令官。原人設出於『遊戲王GX』裡的同名角色。
次元戰爭發生後與遊勝決鬥，想證明決鬥學院的理念，過程中把遊勝打傷。戰敗後把遊勝給他的「微笑世界」撕毀。
於黑桃分校附近遇見遊矢。艾德一開始以為遊矢是和家人失散的心之地居民，得知是遊勝兒子後馬上提出決鬥，結果平手收場。在泰勒姊妹與歐貝利斯克部隊接連敗北於槍兵手下之時，帶著決鬥學院的部隊現身於遊矢等人面前，為了証明遊勝的決鬥方式是錯誤的，再度與遊矢決鬥。戰敗後，正視了自己搖擺不定的內心，放棄總司令官的職務。
帶著恢復的隼前往融合次元。與快斗團隊要阻止遊吾、遊里的決鬥，亂入的兩人戰敗倒下。
使用牌組：命運英雄
王牌怪獸：命運英雄 反烏托邦小子、命運英雄 暮色烏托邦小子！
野呂守
聲：西村太佑（日本）；竺諺鴻（香港）
決鬥學院軍的成員，經常手持著懷錶計算著時間，並且對於時間極為在意。瞞著艾德將槍兵出現超量次元之事報告給教授，但怕被艾德知道，於是命令屬下將泰勒姊妹之事隱瞞。
在艾德敗北後，召集決鬥學院援軍將艾德及遊矢包圍住。但在艾德及泰勒姊妹背叛決鬥學院加上快斗的威嚇下投降，留在超量次元幫助心之地重建。
葛蕾絲・泰勒（Grace Tylor）
聲：淵上舞（日本）；羅婉楓（香港）
融合使用者，為決鬥學院的成員。葛蘿麗亞的雙胞胎妹妹，特徵為銀髮。奉教授（赤馬零王）的命令來到超量次元，目的在於替決鬥學院軍除去阻礙計畫的槍兵。
擅長與葛蘿麗亞組隊進行生命值、場地、墓地共有的搭擋決鬥，曾在次元戰爭之時將心之地黑桃分校的所有反抗軍全部打倒並化為卡片，是極為恐怖的雙人組合。
和遊矢、黑咲進行組隊決鬥卻在決鬥中被遊矢的娛樂決鬥打動，開始興奮地想關注遊矢的決鬥。
在艾德反出決鬥學院後，姊妹兩人也一同背叛決鬥學院，並且留在超量次元幫助心之地重建。
使用牌組：亞馬遜
王牌怪獸：亞馬遜虎獅子
葛蘿麗亞・泰勒（Gloria Tylor）
聲：大地葉（日本）；鄭家蕙（香港）
融合使用者，為決鬥學院的成員。葛蕾絲的雙胞胎姊姊，特徵為金髮。奉教授（赤馬零王）的命令來到超量次元，目的在於替決鬥學院軍除去阻礙計畫的槍兵。
擅長與葛蕾絲組隊進行生命值、場地、墓地共有的搭擋決鬥，曾在次元戰爭之時將心之地黑桃分校的所有反抗軍全部打倒並化為卡片，是極為恐怖的雙人組合。
和遊矢、黑咲進行組隊決鬥卻在決鬥中被遊矢的娛樂決鬥打敗。希望能再和遊矢決鬥一次並打敗他。一直在旁吐槽葛蕾絲對遊矢的關注和野呂的怪異行為。
在艾德反出決鬥學院後，姊妹兩人也一同背叛決鬥學院，並且留在超量次元幫助心之地重建。
使用牌組：亞馬遜
王牌怪獸： 亞馬遜女帝
船長索隆（Captain·Solo）
聲：{（日本）}；張振熙（香港）
海賊船的船長，同時也是決鬥學院的成員。融合使用者。負責協助瑟蕾娜捕捉柚子，並且阻擋遊矢。於決鬥過程中，使盡卑鄙手段對付遊矢。認識素良，但被素良吐槽又在cosplay。
被素良擊敗後試圖開船追上逃走的槍兵團，卻因為月影暗中偷走方向盤的螺絲導致船無法開動。
王牌怪獸：鐵鎖船長
阿波羅（Apollo）
聲：藤原貴弘（日本）；簡懷甄（香港）
東塔的守護者。融合使用者。
王牌怪獸： 太陽的守護者
戴安娜（Diana）
聲：田中杏沙（日本）；黎皓宜（香港）
西塔的守護者。融合使用者。
王牌怪獸： 月亮的守護者
博士（Doctor）
聲：宮本譽之
教授（赤馬零王）最信任的親信，對瑠璃、小凜、瑟蕾娜、柚子進行控制，成為有自我的意識，但以教授的命令為第一優先的行動準則並聽令於學院的忠心人偶。
為了牽制遊矢，不讓他到零王所在地，設下圈套誘使遊矢掉入陷阱。將柚子等人放進零王的裝置後，因其行為讓零王認定會破壞計畫而被變成卡片。在變成卡片後柚子等人的洗腦也相對地解除掉。
桑德斯
聲：佐佐木義人
學院的精英班教官。依照教授（赤馬零王）的命令清除入侵者及解決榊遊矢。融合使用者。
設下陷阱捕獲遊矢五人，然後強迫他們與麾下的精英班學生進行決鬥。同時也在場中放出戰鬥野獸來測試他是否能被麾下的精英班學生打倒。
在傑克亂入後，自己也亂入作為精英班的觀摩教學課程，但在決鬥途中遭戰鬥野獸襲擊而敗北，之後說出培養戰鬥野獸的目的及煽動他將自己卡片化。
最後在戰鬥野獸被遊矢打敗並解開內心的束縛下，氣急敗壞地口出惡言，但被深受感動的精英班學生們給阻止並帶離開競技場。
使用牌組：劍鬪獸
王牌怪獸：劍鬪獸總監 Editor
戰鬥野獸（Battle Beast（B·B））
聲：八代拓
在遊矢五人與學院精英班五人決鬥時出現在場中的謎之決鬥者，事實上是桑德斯所培養的決鬥武器。融合使用者，但他會不分敵我的一律當作敵人打敗並卡片化。
將學院精英班五人、月影、烏鴉卡片化。在烏鴉犧牲下現出真面目。與遊矢們決鬥中把權現坂打敗並準備將權現坂卡片化時，被傑克、桑德斯亂入。被遊矢發現他是不想戰鬥的，像野獸的虛張聲勢只是不想讓人知道自己內心的恐懼，在桑德斯威脅與給予卡片化的恐懼之下只能繼續戰鬥。最後因為遊矢的娛樂決鬥，使他解脫。
使用牌組：劍鬪獸
王牌怪獸：劍鬪獸 盲斗、劍鬪獸 凱撒
歐貝利斯克部隊（Obelisk Force）
決鬥學院所培育的決鬥戰士，臉上有著像是遊戲王中歐貝利斯克巨神兵模樣的面具。會將打倒的敵人化作卡片。
MCS混戰中，教授（赤馬零王）共派出歐貝利斯克部隊九人與素良到標準次元負責找回。其中三人把決鬥騎士團的三人卡片化後被失控的遊矢打敗，另外三人在即將殲滅青年組八強殘存的櫻樹優時被亂入的遊吾打倒，剩下三人在與瑟蕾娜的決鬥中被許多標準次元的決鬥者干涉，最後被隼打倒。
於遊矢對上烏鴉的準決賽裡乘著滑翔翼降臨到同步次元裡搜尋柚子和瑟蕾娜的下落。多數隊員以三人為一組行動。大多數組別分別被零羅、月影、素良、遊矢和謝爾蓋擊退。最後因為瑟蕾娜被巴雷特帶走、遊里被傳送走、以及柚子被謝爾蓋帶走才全數退回融合次元。
使用牌組：古代機械
決鬥學院輔導員
為決鬥學院的成員，負責追捕從決鬥學院逃出來的學生。曾經追捕過逃走的明日香和女學生，並將其中的女學生變成卡片，後來被當時傳送過來的遊勝擊敗。
因把柚子當作從決鬥學院逃出的學生進行追捕，卻被前來救援的明日香打倒。
使用牌組：裝甲犬
王牌怪獸：全裝甲犬 鬥牛犬要塞

### 遊勝塾
天上院明日香（Asuka Tenjoin）
聲：小林沙苗（日本）；姜嘉蕾（香港）
儀式、融合使用者。原為決鬥學院的學生。從學院逃離時被遊勝救走後選擇逃離決鬥學院，並幫忙設立遊勝塾。
原人設出於前三部作品『遊戲王GX』裡的主角之一。除了本身的藍色制服變更為融合次元的藍色制服外，其他人設未變。
過去相當認同把人變成卡片，認為這是為了統一整個次元所必須進行的犧牲。但在次元戰爭開始後，遇到一位親臨戰場的女學生對她哭訴，決定先依她的請求帶她離開，卻在中途被決鬥學院輔導員追到，當著她的面把身旁的女學生變成卡片，開始對把人無差別變成卡片的方針產生了疑問。
現為反抗決鬥學院的決鬥者，和遊勝認識後，開始和他一起拯救從決鬥學院逃出來的學生。於柚子遭到決鬥學院追捕時趕來救援，並帶她一同前往融合次元的遊勝塾。
在聽到遊勝塾其他學生遭到襲擊時，與柚子匆忙地趕到現場，但還是救不了那些被襲擊的學生。之後意外地遇到傳送至融合次元的遊吾，一行人返回遊勝塾據點。
後在與眾人商議下一步作戰時，丹尼斯卻帶領學院軍成員來到遊勝塾的據點，後在遊勝的拖延戰術下，扶著腳傷未痊癒的遊勝通過密道前往搭乘到學院的遊輪。
在與遊勝搭上遊輪沒多久後，丹尼斯卻隨後趕上，並再次地要求遊勝與他決鬥，但由之後趕上的快斗代替遊勝進行決鬥。在快斗戰勝丹尼斯時，欲上前阻止要將自己卡片化的丹尼斯，卻還是阻止不了。
在與遊勝還有快斗到達學院時，巧遇與她們分散卻早一步到達的遊吾，在遊勝欲告知關於學院之事，遊吾卻因聽到小凜的下落就匆忙離去，後與快斗分別，然後扶著腳傷未癒的遊勝前往教授的所在處。中途和零兒等人碰面，卻遭到遊里的追擊。為了掩護遊勝等人自行檔在遊里面前和他進行決鬥。
因為對遊里使用的優等生牌組略有知曉而在剛開始輕鬆瓦解遊里的策略，卻沒料到遊里暗中放入了超融合，最後受到效果擊敗，被變成卡片。
使用牌組：電子天使
王牌怪獸：電子天使-美朱濡-、電子天使-那沙帝弥-
游胜墅五人决斗组
原為決鬥學院的成員，和明日香一样从決鬥學院逃出。在游里追捕曾經追捕游胜墅的成员时挺身而出面对游里，但五敌一仍然不是强大的游里的对手，被纷纷卡片化。
五人包括四男一女，其中还有一对男性双胞胎，使用卡组皆为融合卡组，但融合的王牌怪兽为游戏王GX中主要配角的融合怪兽，分别为：超级交通机人-巨大钻头（原GX丸藤翔王牌怪兽，女性使用）、OZ之主（原GX前田隼人王牌怪兽，男A使用）、御邪魔之王（原GX万丈目准王牌怪兽，男B使用）、VWXYZ-神龙强击炮（原GX万丈目准王牌怪兽，双胞胎使用，哥哥使用XYZ，弟弟使用VW）。
是除耶格头像的硬币及耶格本人出现外，官方送出的另一彩蛋。

## 同步次元

### Common（平民）
烏鴉·霍根（Crow Hogan）
聲：淺沼晉太郎（日本）；馬伯強（臺灣）；張振熙（香港）
同步使用者。平民出身。相當熟悉於照顧小孩。臉上有數個犯罪者象徵的黃色標記。小時候是享受長次郎的粉絲。
人設原形為遊戲王5D's的同名角色。得知同為平民的傑克成為王者卻不對平民提供實質幫助而稱他為背叛者。
在遊矢們到達同步次元時給予許多幫助。在非本意下參加友誼盃。大賽後期平民失控，看到高層的小孩也被無辜捲入暴動試圖制止城市的暴動。透過黑咲的調解和真嗣和好，並和其他人一起觀賞遊矢對傑克的最終決賽，最後原諒了傑克。同步次元恢復和平後成為槍兵團的幫手，一同前往融合次元救人，但為了救澤渡等人而被卡片化。
使用牌組：黑羽、強襲黑羽
王牌怪獸：強襲黑羽-驟雨之雷切
賈拉格（Gallager）
聲：中野裕斗（日本）；何志威（臺灣）；鄧肇基（香港）
地下決鬥所的促進者。穿戴許多金飾品的黑人男性。
看到丹尼斯與權現坂的決鬥後，邀請兩人到城市最大的地下決鬥所。促使丹尼斯作為黑咲第十戰的對手。丹尼斯與黑咲隼決鬥途中被公安警察突入，自己第一時間拔腿就跑。
之後再次出現在地下勞動場，向權現坂等人表示只要打贏這裡的決鬥者就可以獲得回到地面的機會。他的主要任務是負責在地下選出有用人才提供給羅傑利用，其中一個就是謝爾蓋。
在真嗣等人引發的暴動中試圖使用武力阻止，但被大批的公安警察壓制，最後被捕入獄。
炎城骸（Mukuro Enjo）
聲：渡邊拓海（日本）；馬伯強（臺灣）；竺諺鴻（香港）
同步使用者。地下決鬥所的參賽選手。原型是遊戲王5D's同名角色。
使用牌組：燃燒骷髏
王牌怪獸：疾速之王☆骷髏火焰
真嗣·韋伯（Shinji Weber）
聲：石川界人（日本）；陳幼文（臺灣）
同步使用者。烏鴉的親友，時常帶物資到烏鴉據點資助，並拜訪據點的孩子們。小時候是享受長次郎的粉絲。
在遊矢們到達同步次元時，隨著烏鴉的意思跟著提供幫助。在沒有選擇的情況下成為友誼盃參賽者，首戰對上零羅，但是因為零兒調整出戰選手而改面對月影，在比賽中不斷想激起平民反抗頂層的情緒，造成現場暴動，同時嘲諷月影這些忍者是主公的走狗惹惱月影，但最後在月影放水之下打倒了他。第二戰對上遊矢並對其發動猛攻，過程中更不斷煽動城市的居民發起革命，後因為小看遊矢的弱小卡片「調律之魔術師」效果而慘敗。被送入地下前誤會遊矢和上層有勾結而大喊抗議，連帶影響了烏鴉對遊矢等人的信任。
趁著槍兵團在地下採取逃走行動時煽動地下的人群發動革命。回到地上後更是直接將整座城市陷入暴動，更對所有反對他們行動的人(烏鴉)兵刃相向。最後在黑咲的調解下才和好。之後和烏鴉等人一同騎著D輪在旁觀賞了遊矢的決鬥。
使用牌組：蜂軍（B.F）（Bee Force）
王牌怪獸：蜂軍 決戰之弩炮、蜂軍 降魔弓之破魔
戴蒙·羅貝斯（Damon Lopaz）
聲：濱野大輝（日本）；何志威（臺灣）；簡懷甄（香港）
平民出身，烏鴉、真嗣的同伴。
在收容所巧遇烏鴉與遊矢，向遊矢告知柚子被公安警察通緝。在真嗣提議下決定一同越獄，本想跟其他同伴會合卻再度被公安警察圍捕，後來被評議會介入，順勢成為友誼盃的參賽者，首戰對上謝爾蓋，在比賽前半段佔盡優勢，然而最後卻落敗，並且昏迷，連D輪都摔到破碎。
之後在地下和真嗣等人進行革命。最後和烏鴉等人一同騎著D輪在旁觀賞了遊矢的決鬥。
使用牌組：外星人
王牌怪獸：外星人士兵
托尼·西蒙（Tony Simon）
聲：堀田勝（日本）；李世揚（臺灣）；張振熙（香港）
同步使用者。平民出身，真嗣、戴蒙的同伴。
原本是要在收容所外頭協助真嗣們越獄，被公安警察提前抓住，與遊矢們一同被公安警察抓住，但在評議會介入後成為友誼盃參賽者，首戰對上瑟蕾娜，一口氣召喚出三體召喚條件相當嚴苛的同步怪獸，但仍然落敗。
之後在地下和真嗣等人進行革命。最後和烏鴉等人一同騎著D輪在旁觀賞了遊矢的決鬥。
使用牌組：不死族
王牌怪獸：不死骷髏惡魔
亞曼達（Amanda）
聲：大地葉（日本）；詹雅菁（臺灣）；鄧潔麗（香港）
平民出生的女孩。與烏鴉住在同一個設施。一開始和法蘭克、塔納是沒有地方可去的孤兒，剛好被烏鴉遇見，被烏鴉的帶回家裡後就和烏鴉一起生活。
親手做了鮪魚三明治給遊矢們吃。主動與零羅搭話，但沒得到回應。
為了觀賞烏鴉的決鬥，曾偽裝成大人打算潛入比賽會場，卻反被抓包而被維安人員追趕，但還是盡力的為烏鴉加油打氣，要他獲勝。最後順利逃出去，並在路上遇到被素良救出的柚子，帶著她一起到賽道上方的工地橋去觀賞烏鴉的下一場決鬥。一開始很排斥和烏鴉決鬥的黑咲，但看到黑咲救了坦納後，對黑咲改觀。之後和柚子一起被月影帶到地下行動，中途因為暴動和柚子分散，幸好被烏鴉及時找到一起逃出地下。逃出後和遊矢、權限坂重逢，並帶著兩人走捷徑前往決鬥宮殿。最後和長治郎待在一起，觀賞遊矢對傑克的決戰。
121話出現在傑克的回憶中，當初就是他們拜託傑克前去幫助烏鴉等人。
法蘭克（Frank）
聲：一木千洋（日本）；詹雅菁（臺灣）
同步使用者。平民出生的男孩。與烏鴉住在同一個設施。一開始和亞曼達、塔納是沒有地方可去的孤兒，剛好被烏鴉遇見，被烏鴉的帶回家裡後就和烏鴉一起生活。
為了分擔烏鴉的家務帶著塔納到頂層，看到遊吾、柚子引起騷動的途中偷竊餐廳附近的食物並回到住處。被烏鴉責罵時注意到遊矢、瑟蕾娜的外貌與騷動的兩人相似。
為了觀賞烏鴉的決鬥，曾偽裝成大人打算潛入比賽會場，卻反被抓包而被維安人員追趕，但還是盡力的為烏鴉加油打氣，要他獲勝。最後順利逃出去，並在路上遇到被素良救出的柚子，帶著她一起到賽道上方的工地橋去觀賞烏鴉的下一場決鬥。一開始很排斥和烏鴉決鬥的黑咲，但看到黑咲救了坦納後，對黑咲改觀。之後和柚子一起被月影帶到地下行動，中途因為暴動和柚子分散，幸好被烏鴉及時找到一起逃出地下。逃出後和遊矢、權限坂重逢，並帶著兩人走捷徑前往決鬥宮殿。最後和長治郎待在一起，觀賞遊矢對傑克的決戰。
121話出現在傑克的回憶中，當初就是他們拜託傑克前去幫助烏鴉等人。
使用怪獸：巨岩鬥士
塔納（Tanner）
聲：明坂聰美（日本）；陶敏嫻（臺灣）；何凱怡（香港）
平民出生的小孩。與烏鴉住在同一個設施。一開始和亞曼達、法蘭克是沒有地方可去的孤兒，剛好被烏鴉遇見，被烏鴉的帶回家裡後就和烏鴉一起生活。
為了觀賞烏鴉的決鬥，曾偽裝成大人打算潛入比賽會場，卻反被抓包而被維安人員追趕，但還是盡力的為烏鴉加油打氣，要他獲勝。最後順利逃出去，並在路上遇到被素良救出的柚子，帶著她一起到賽道上方的工地橋去觀賞烏鴉的下一場決鬥。一開始很排斥和烏鴉決鬥的黑咲，卻在決鬥裡引發的強風中被吹走，剛好懸掛在驟雨之雷切，被黑咲及時救下，開始對黑咲改觀，認為他和烏鴉一樣都是喜歡小孩的。之後和柚子一起被月影帶到地下行動，中途因為暴動和柚子分散，幸好被烏鴉及時找到一起逃出地下。逃出後和遊矢、權限坂重逢，並帶著兩人走捷徑前往決鬥宮殿。最後和長治郎待在一起，觀賞遊矢對傑克的決戰。
山姆（Sam）
聲：高瀬朝季（日本）；詹雅菁（臺灣）；顧詠雪（香港）
在頂層的飯店工作的服務生，為平民出生的少年，曾經崇拜傑克，但在傑克進入頂層後變為傲慢就不再崇拜。在表演賽上和遊矢見面並告知有關傑克的事，同時將傑克給予的調律魔術師給遊矢，拜託他一定要擊敗傑克。曾誤會遊矢和上層有勾結而討厭他，但在和傑克再次碰面後，明白傑克送他那張卡片的真正意義，也明白自己誤會了遊矢。之後受傑克所託，把傑克要傳達的訊息帶給遊矢。最後和長治郎、法蘭克等人一起觀賞遊矢和傑克的決戰。
德松長次郎
聲：咲野俊介（日本）；李世揚（臺灣）；郭俊廷（香港）
同步使用者。前職業決鬥者，原本非常享受抽牌，總能在危機時抽到致勝關鍵是平民們的希望之星，人稱享受長次郎。
過去在最終挑戰頂層的決鬥者時被持稀有卡的決鬥者擊倒，從此認為不再需要享受決鬥，而是能贏就好而使出老千，因此被關入收容所。於10年間君臨收容所的男性，自誇於收容所內進行決鬥未曾戰敗，而被當作戰利品的決鬥卡堆積如山。其地位還在看守人員之上。有著德松必勝combo，藉著放棄抽牌來對敵人造成傷害進而使對手自滅，在擊倒對手之後會奪取對手的卡片，讓對手絕望到淚如雨下，人稱秋雨之長次郎。
與遊矢決鬥後重拾享受之心，在真嗣提議下決定在收容所舉辦大娛樂決鬥大會，與澤渡、遊矢展開三人混戰，決鬥途中有人逃獄，正當警衛前往阻止時德松與收容所其他受刑人從中攪局，最後自己在小弟們的掩護下，受到寄望要重返正式舞台，跟著遊矢們一同逃脫收容所。
在評議會的要求下參加友誼盃，首戰對上柊柚子，在決鬥中發現柚子就是遊矢在尋找的夥伴，最後使用賭注相當大的魔法卡超勝負召喚出王牌五光展現出其決心，但仍不敵柚子落敗。
被送入地下後和其他槍兵團一起行動。趁著真嗣引發得暴動中逃出地下後和遊矢重逢並說服澤渡一起留下來幫忙照顧零羅。之後和槍兵團再次重逢後，為了不讓遊矢和傑克的決戰受到影響和槍兵團一起對付公安警察。最後和法蘭克等人一起觀賞遊矢和傑克之間的決賽。
使用牌組：花札卫
王牌怪獸：花札卫-雨四光-

### Tops（頂層居民）
傑克·亞特拉斯（Jack Atlas）
聲：星野貴紀（日本）；李世揚（臺灣）；郭俊廷（香港）
同步使用者。平民出生的首位決鬥王者。原形為遊戲王5D's裡的同名角色。
在三年前獲得友誼盃冠軍從此成為了「城市」的王，不論在貧民區還是頂層都擁有相當多的支持者。但因為成名後沒有為市民爭取權益，也被烏鴉等一部份貧民區的市民稱為背叛者。
認為王的決鬥必須是娛樂。在評議會的決定下，友誼盃之前夜祭表演賽與遊矢決鬥，決鬥時對遊矢的娛樂決鬥感到太過自以為是，在三回合內打敗遊矢。
半決賽對謝爾蓋之戰再次地展現王的魅力征服所有城市居民的心，同時粉碎掉羅傑的野心。
決賽再次對戰遊矢，起初以為遊矢還是一昧地追隨其父的背影而感到無趣，直到遊矢展現出自己的決心後，才使出全力應戰。兩人激盪出來的白熱化決鬥感化了整座城市的人民。於決賽中使出雙重同步，召喚了自己的王牌闇紅惡魔龍·暴君迎戰遊矢鐘擺召喚出來的五隻怪獸。最後在沒有遺憾的情況下輸給遊矢。
後與遊矢一起去拯救柚子，並在羅傑逃脫的半路召換闇紅惡魔龍·緋紅光痕打破電梯玻璃救出了柚子。
在權限坂將遭到卡片化時駕駛D輪亂入救了他一命，並表示他是受到法蘭克等人的請求才趕來幫忙的。得知烏鴉遭到卡片化時極為憤怒，後代替重傷倒地的權限坂和遊矢一起對付戰鬥野獸。過程中對陷入迷惘的遊矢斥責，要他透過決鬥將心中的迷網打破，不但讓遊矢重新振作起來，最後和他一起合作，成功打贏戰鬥野獸。之後和澤渡一起在旁攙扶著受重傷的權現坂，讓遊矢安心前去尋找柚子。
使用牌組：闇紅
王牌怪獸：闇紅惡魔龍·緋紅光痕、闇紅惡魔龍·暴君
尚恩·米歇爾·羅傑（Jean-Michel Roger）
聲：北田理道（日本）；陳幼文（臺灣）；何家裕（香港）
管理「城市」治安的負責人，治安維持局的長官。 融合使用者 。總是將戰況作為西洋棋一邊操縱著同時向公安警察、追擊隊下達指令。
目睹遊矢、瑟蕾娜使用的動作卡、鐘擺召喚、融合來判斷兩人與遊吾、柚子非同一組人。從梅莉莎主持的節目中第二次見到鐘擺召喚。在地下決鬥所出現鐘擺召喚反應時，要求公安警察盡速逮捕。指示公安警察繼續跟蹤瑟蕾娜、澤渡來尋找遊矢們所在的據點，之後在遊矢、烏鴉的決鬥中讓公安警察逮捕遊矢們與烏鴉們。確認瑟蕾娜情緒穩定後決定前往至收容所。在收容所外包圍逮捕遊矢等人，從中受到評議會介入，評議會的決定下同意遊矢們參加友誼盃，同時提議前夜祭的表演賽讓遊矢成為傑克的對手。
據說是突然出現在城市中，並在轉眼間就成為公安警察的領導者。零兒判斷他是「決鬥學院」派來的臥底，以提供同步次元沒有的實體投影技術來獲得地位。而實際上，評議會也知道羅傑的來歷有異，但為了城市的利益而不計較。
在友誼盃派出謝爾蓋參戰。其後在隼對丹尼斯一戰後打算回收丹尼斯，但被評議會阻止並被奪去權力，一怒之下發動「王翼棄兵」計劃，將所有的公安警察變成自己的傀儡，攻入評議會所在地發動政變並扣留評議會成員。後以全息影像表示自己的目的是獨自支配City，因此並不會呼喚「決鬥學院」的人到來之後，更在與零兒的對話中表明自己不會再服從任何人，包括教授（赤馬零王），表明地要背叛「決鬥學院」。
控制謝爾蓋、拉攏遊矢，並企圖塑造瑟蕾娜成為城市的明星，都是為了以利用他們來擊敗傑克，以讓自己能更確實地掌握「城市」。
在謝爾蓋敗於傑克之下，完全掌控「城市」的野心及計畫宣告失敗，手上只剩下被抓來作為與決鬥學院談判用的柚子。
在謝爾蓋遭暴動平民毀壞後，轉為利用所控制的公安警察將暴動的平民強制鎮壓，達到排除出城市的效果。
後在所有計畫都破滅的情況下，欲想帶走柚子回到決鬥學院取得赤馬零王的信任以求東山再起，卻半路上遭零兒攔截，於是乎瘋狂地向零兒發出決鬥，打算把他連同柚子兩人帶回決鬥學院，在決鬥被零兒識破利用虛擬人物代打之後，就將零兒是教授赤馬零王之子的事告訴前來拯救柚子的遊矢等人，打算挑撥離間並乘機逃脫，但在乘坐電梯下去的途中，被傑克召喚闇紅惡魔龍·緋紅光痕打破電梯的玻璃，摔出電梯落到地面上，於是最後瘋狂地使城市的系統暴動引起時空漩渦，但被時空漩渦捲走不知去向。
梅莉莎·克蕾兒（Melissa Claire）
聲：平田裕香（日本）；陶敏嫻（臺灣）；顧詠雪（香港）
頂層「城市」TV的首席播報員，藉由直升機在空中向高速公路上騎乘決鬥的決鬥者們進行實況轉播。
在遊吾戰中播報公安警察敗退，遊吾成功逃脫之事，從中發出遊吾肯定被盯上的感想。「告訴我吧梅莉莎」節目中到中央公園播報城市角落的流行風向，在街頭藝人的決鬥中拍攝到初次目睹的鐘擺召喚和超量召喚。
在友誼盃中作為司儀播報比賽過程。由於友誼盃標榜階層和諧的宗旨，對選手煽動階級對立的發言很傷腦筋。然而對友誼盃戰敗的選手會被貶到地下做勞工的事無動於衷，這弱肉強食的觀點上還是與標準的「城市」人一樣，但是在報導比賽上可是相當敬業的。
謝爾蓋·沃爾科夫（Sergey Volkov）
聲：遠藤大智（日本）；馬伯強（臺灣）；竺諺鴻（香港）
同步、融合使用者。前通緝犯，也是羅傑手上最重要的棋子，同時對於羅傑來說他是完美的決鬥機器，友誼盃的參賽者，似乎很想與瑟蕾娜一戰。
首戰對上戴蒙，前半段雖然陷入劣勢，但是最終卻將戴蒙打到體無完膚，甚至讓其摔車失去意識。
二輪戰對上柚子，同時揭露了他的牌組是藉由自殘後，藉由卡片效果在低血量的攻擊力加成來回殺，最終故意擋車阻止柚子撿動作卡將其撞出車道。
半決賽中，對上代替遊吾上場的傑克，原先藉由丟棄動作卡減分的效果一度快把傑克打敗，但在傑克說出不捨棄自己的靈魂並且幫助快墜落出賽道的自己之下，恢復自己的本性，憑自己意志決鬥。
後敗於傑克手上時，再次摔出車道，並在傑克再次救援時，為了自己的自尊拒絕掉傑克，使得羅傑的計畫破滅。
使用牌組：地縛
王牌怪獸：茨之戒人、地縛戒隸 地格剌希亞拉波斯
行政評議會（Executive Council）
由5名德高望重的老人组成的決策機構。他们的決策能夠左右的「治安维持局」的行動。被羅傑視為眼中釘。五人名字不詳。共四男一女組成。零兒和月影剛到同步次元時頭一個去找他們合作對抗融合次元的入侵。為了確定槍兵的實力，向零兒提出了讓槍兵團參加友誼盃的要求。對於輸掉比賽的人就會被送入地下勞動場一事知情，但像其他居民一樣認為這是正常的。
因為羅傑發動了王翼棄兵計畫，和零兒、零羅一起被軟禁。為了自身安危，向零兒提出了看他和羅傑一方的實力比較強，他們才願意加入哪一方。也因為他們為求自保的自私行為，被零兒鄙視。在親眼目睹了零兒的強大戰鬥力後，看見零兒對這個次元棄而不顧而起的危機感，加上他們一直以來都是乘著順風之舟隨波逐流才會顯得老神在在，但是因為羅傑的叛變和次元戰爭導致一直以來的辦事方法無效後採取行動。先限制了羅傑的權力，之後對著全城市發表解散行政評議會的決定，同意讓整個城市的居民，不分高等或貧民都能自由生活，不受政權的控制。
葉薩
聲：柳原哲也（日本）；李世揚（臺灣）
人設原形為遊戲王5D's裡的角色。他的肖像被印在鈔票上，更客串於98話，和其他高層一起觀賞遊矢和傑克的最終決賽。
公安警察
同步使用者。直屬治安維持局的警察部隊，發現通緝目標後會使用大門阻擋者(ゲート・ブロッカー)製造出牆壁阻擋對手，也可以在援軍趕到後消去讓友軍加入逮捕行動。
在進行圍捕通緝者時也會將突擊犬(アサルト・ガンドッグ)地獄保安(ヘル・セキュリティ)等怪獸實體化來協助圍捕作業。
慣用戰術是由小錢與小形同步出平次，合起來便是錢形平次捕物控的主角錢形平次。
使用牌組：治安維持者、御用
決鬥追擊者（Duel Chaser）
同步、融合使用者。公安警察的騎乘部隊，負責對違規市民進行追緝，會騎乘D輪強迫跟通緝犯進行騎乘決鬥，將通緝犯逼迫至安排好的路線來進行逮捕，一旦追捕失敗就會被貶為Commons，甚至會被原本的隊友追捕。
使用牌組：御用
捕獲隊
同步使用者。公安警察的特殊部隊，負責追捕逃獄犯，不會被蕾雅卡給誘惑，雖然和公安警察使用同樣的牌組，但是戰鬥的水準完全是不同等級。
使用牌組：御用

## 漫畫登場人物
EVE（Eve）
留著長髮的神祕女子。融合、同步、超量使用者。使用「神科學」牌組。持有活耀於各個時代的傳說級怪獸。王牌怪獸為「幻魔帝 三聯合體吉克」、「時械神祖 武加大」和「No. XX 永暗霍普」。
透過創世終焉龍的力量而認識並收留素良和蓮。在素良受到三倍實體傷害的衝擊而昏倒時，派蓮去帶他回來。對遊矢記憶有未知的企圖。趁著遊矢失去意識之際指派蓮前去搜索他的記憶。左邊臉孔留有老化的痕跡。目前持有創世終焉龍並因為這張卡片的關係導致身體罹患怪病。和亞當是青梅竹馬，也是情侶的關係。
蓮（Ren）
同步使用者。使用「白」系列牌組。使用怪獸皆為水屬性相關。王牌怪獸為「白鬥氣白鯨」和「白鬥氣雙頭神龍」。戴著面具，為EVE做事的神祕男子。過去是稱霸歐洲車賽頂點的高手。
右手留有過去進行騎乘決鬥時受到傷害的傷痕，同時形成了若有人從右邊切入，會空出微小隙縫的騎乘習慣。擅長戰術為輪迴同步。
本身持有各種D輪，但為了表示公平，選擇和遊吾相稱的一台來和他決鬥。受EVE的指示前去拯救昏厥的素良並透過遊矢的決鬥盤入侵了遊矢的大腦去尋找遊矢的記憶。中途和趕來的遊吾在遊矢的記憶世界裡進行騎乘決鬥。自稱自己是君臨騎乘決鬥的高手並不停展現出高超的技術和言語刺激遊吾想逼他出錯，但目睹遊吾因速度過快被甩飛出去時擔心的叫了他。本身很欣賞遊吾的實力，希望能和他在更大的決鬥舞台上和他一較高下。決鬥最後輸給遊吾，但已經達到潛入目的，那就是證實遊矢體內持有「亞當因子」。
後揭露出其真實身分是遊吾的後代子孫。本身會進行騎乘決鬥也是受遊吾的影響。雖然有實力，但礙於沒有金錢贊助一直無法發揮本領。好不容易其父拼上性命送他一台最新的D輪助他參加比賽，卻在原本的人生當中出車禍。臨死前希望活下去的強大信念和創世終焉龍產生共鳴，獲得重來一次的機會並獲勝，60年後被EVE帶走，開始為她工作。
面具下的臉孔和遊吾神似，右邊臉孔則留有和EVE、以撒一樣的老化痕跡，身體也罹患和EVE一樣的怪病。
紫雲院美宇（Miu Shiun'in）
素良已經病逝的妹妹。一度因素良的記憶遭竄改而被遺忘。於素良昏迷時出現在素良的夢境中。
以撒（Isaac）
一直待在EVE身邊的長髮科學家兼醫生。鐘擺使用者。使用「鏡像願景」牌組。王牌怪獸為「鏡像願景 折反戲法師7」。
和EVE、亞當在大學就讀時認識。三人為了讓世界變得更美好而進行實驗，卻意外喚醒創世終焉龍，間接導致亞當消失(其實是為了要和EVE在一起而故意不救他)。
喜歡EVE，對她非常忠誠，願意用盡一切力量幫忙治療EVE的病症和實現她的夢想。左邊臉上留有和EVE一樣的老化症狀。
亞當（Adam）
漫畫第19回被以撒提到。過去是和EVE、以撒一起合作的同伴，卻在進行實驗時為了制止創世終焉龍的復活而消失，只剩下意識存在於時空當中。因為穿越時空而知道創世終焉龍的可怕力量後，將自己持有的亞當因子分給遊矢和零兒，期望他們兩人能替他消滅創世終焉龍。和EVE是青梅竹馬，也是情侶關係。據蓮所說，他是一位厲害的魔術師和科學家。

## 外部連結
- 遊戲王ARC-V官方網站角色介紹頁面 （页面存档备份，存于）（日語）